# Punta de Glafírovka
La punta de Glafírovka (del ruso: Глафировская коса) es un cordón litoral situado en la orilla oriental del mar de Azov, que separa el norte del limán del Yeya del golfo de Taganrog.
Tiene 6.6 km de longitud y una anchura de alrededor de 1 km. En su raíz se une a la orilla abrupta (10-15 m), cerca de la cual se halla Glafirovka. En el extremo opuesto se halla un pequeño archipiélago de isletas arenosas llamadas Ptichi ostrova ("Islas de los Pájaros"), en las que nidifican varias especies de aves acuáticas. A estas islas se puede acceder en lancha. No es recomendable la natación en los estrechos por la extremada fuerza de la corriente.